# Mesosa mouhoti
Mesosa mouhoti là một loài bọ cánh cứng trong họ Cerambycidae.